# Prokopivka, Novhorod-Siverskîi
Prokopivka (în ucraineană Прокопівка) este un sat în comuna Bîrîne din raionul Novhorod-Siverskîi, regiunea Cernihiv, Ucraina.

## Demografie
Componența lingvistică a localității Prokopivka
     Rusă (85,79%)
     Ucraineană (13,66%)
     Alte limbi (0,55%)
Conform recensământului din 2001, majoritatea populației localității Prokopivka era vorbitoare de rusă (85,79%), existând în minoritate și vorbitori de ucraineană (13,66%).